# Ковелли, Фрэнк
Фрэнк Джордж Ковелли (англ. Frank George Covelli; род. 2 апреля 1937, Падьюка, Кентукки) — американский легкоатлет, специалист по метанию копья. Выступал за сборную США по лёгкой атлетике в 1960-х годах, победитель Панамериканских игр, двукратный чемпион США, участник двух летних Олимпийских игр.

## Биография
Фрэнк Ковелли родился 2 апреля 1937 года в городе Падьюка, штат Кентукки.
Занимался лёгкой атлетикой во время учёбы в Университете штата Аризона, состоял в местной легкоатлетической команде Arizona State Sun Devils, с которой успешно выступал на различных студенческих соревнованиях в США, в частности в 1963 году выигрывал чемпионат Национальной ассоциации студенческого спорта (NCAA) в зачёте метания копья.
С начала 1960-х годов входил в число сильнейших американских копьеметателей, в общей сложности семь раз становился призёром на чемпионатах США (в том числе дважды завоёвывал национальный титул), по итогам сезонов восемь раз попадал в десятку лучших спортсменов в своей дисциплине в США и четыре раза в мире.
Ещё будучи студентом, в 1964 году Ковелли одержал победу на чемпионате США в Нью-Брансуике и на национальном олимпийском отборочном турнире в Лос-Анджелесе — тем самым удостоился права защищать честь страны на летних Олимпийских играх в Токио. На предварительном квалификационном этапе метания копья показал результат 68,08 метра, чего оказалось недостаточно для выхода в финал.
В 1965 году окончил Университет штата Аризона, получив степень в области электротехнического инжиниринга. Впоследствии жил и тренировался в Лонг-Бич, представлял легкоатлетический клуб Pacific Coast.
В 1967 году с результатом 74,28 превзошёл всех соперников на Панамериканских играх в Виннипеге.
В 1968 году отметился победами на чемпионате США в Сакраменто и на легкоатлетическом фестивале Mt. SAC Relays в Уолнате, установив при этом свой личный рекорд в метании копья — 79,63 метра. На олимпийском отборочном турнире в Эхо-Саммит стал вторым, уступив только Марку Мурро. Принимал участие в Олимпийских играх в Мехико — на предварительном квалификационном этапе метнул копьё на 73,04 метра, в финал не вышел.
После завершения спортивной карьеры работал инженером в компании McDonnell-Douglas Aircraft.